# Owensville (Ohio)
Owensville es una villa ubicada en el condado de Clermont en el estado estadounidense de Ohio. En el Censo de 2020 tenía una población de 786 habitantes y una densidad poblacional de 708.11 personas por km².

## Geografía
Owensville se encuentra ubicada en las coordenadas 39°7′27″N 84°8′12″O / 39.12417, -84.13667. Según la Oficina del Censo de los Estados Unidos, Owensville tiene una superficie total de 1.11 km², de la cual 1.11 km² corresponden a tierra firme y (0%) 0 km² es agua.

## Demografía
Según el censo de 2010, había 786 personas residiendo en Owensville. La densidad de población era de 708.11 hab./km². De los 794 habitantes, Owensville estaba compuesto por el 97.86% blancos, el 0.13% eran afroamericanos, el 0% eran amerindios, el 0.25% eran asiáticos, el 0% eran isleños del Pacífico, el 0% eran de otras razas y el 1.76% pertenecían a dos o más razas. Del total de la población el 0.76% eran hispanos o latinos de cualquier raza.